# Jelgava (distrito)
Jelgava (letão: Jelgavas rajons) é um distrito da Letônia localizado na região de Zemgale. Sua capital é a cidade de Jelgava.